# Schwingbach (Gemeinde)
Schwingbach war eine Gemeinde im hessischen Landkreis Wetzlar. Heute gehört ihr ehemaliges Gebiet zur Gemeinde Hüttenberg im Lahn-Dill-Kreis. Der Schwingbach war der Namensgeber der Gemeinde.

## Geschichte
Im Zuge der Gebietsreform in Hessen fusionierten die bis dahin selbständigen Gemeinden Groß-Rechtenbach und Klein-Rechtenbach zum 1. August 1968 freiwillig zur neue Gemeinden Rechtenbach. Zum 31. Dezember 1971 wurden schloss diese sich freiwillig mit den Gemeinden Vollnkirchen und Weidenhausen zur neuen Gemeinde Schwingbach zusammen.
Am 1. Januar 1977 wurde die Gemeinde Schwingbach anlässlich der kommunalen Neugliederung in Hessen zusammen mit Reiskirchen und Volpertshausen kraft Landesgesetz in die Gemeinde Hüttenberg eingegliedert.

## Gesamtschule Schwingbach
Die Gesamtschule Schwingbach besteht seit 1971 und wurde bis zum Schuljahr 2001/2002 als integrierte Gesamtschule geführt, aufgrund politischer Entscheidungen im Lahn-Dill-Kreis im August 2002 aber in eine kooperative Gesamtschule mit Gymnasial-, Realschul- und Hauptschulzweig umgewandelt.